# Semken
Semken ali   Šamuqēnu je bil hiški vladar Spodnjega Egipta, ki je vladal v  Drugem vmesnem obdobju Egipta sredi 17. stoletja pr. n. št.  
Po Jürgen von Beckerathu je bil tretji vladar Šestnajste egipčanske dinastije in vazal hiških faraonov Petnajste dinastije. Z njim se strinjata tudi William C. Hayes in Wolfgang Helck,  Kim Ryholt pa njihovo mnenje zavrača. Ryholt v svoji študiji iz leta 1997 trdi, da so faraoni Šestnajste dinastije od okoli 1650-1580 pr. n. št. vladali neodvisno od Tebanskega kraljestva  v Gornjem Egiptu. Ryhold zato na Semkena gleda kot na zgodnjega, morda celo prvega hiškega vladarja iz Petnajste dinastije. Mnenja o tem niso enotna.

## Dokazi
Edini primarni dokaz o Semkenu je rjav  pečatnik v obliki skarabeja, izdelan iz lojevca, najden v Leontopolisu v delti Nila. Na pečatniku ima naziv Heka-časut – vladar tujih dežel, ki je povezan izključno s prvimi hiškimi vladarji. Oblika skarebeja kaže, da je bil izdelan bodisi v  Štirinajsti, še bolj verjetno pa v Petnajsti dinastiji. 
Lokacija, na kateri je bil pečatnik najden, njegova oblika in naziv vladarja so Kima Ryholta privedli do sklepa, da je Semken pripadal zgodnji Petnajsti dinastiji, vendar priznava, da gre samo za domnevo. K temu dodaja, da naziva Heka-časut, tudi če je zagotovo iz obdobja Petnajste dinastije, niso imeli samo vladarji te dinastije.